# NDCC Duque de Caxias (G-26)
El NDCC Duque de Caxias (G-26) fue un buque de desembarco de tanques que sirvió en la Marina de Brasil entre 1973 y 2000. Inicialmente, sirvió en la Armada de los Estados Unidos entre 1957 y 1973 como USS Grant County (LST-1174).

## Construcción y características
El buque fue construido en el Avondale Shipyard, Nueva Orleans. Su quilla fue puesta el 15 de marzo de 1956, fue botado el 12 de octubre de 1956, amadrinado por John Martin Higgins. Y entró en servicio el 17 de diciembre de 1957 bajo el mando del teniente comandante R. B. Nichols.
Tenía un desplazamiento de 3828 t con carga ligera y 7804 t con carga completa. Su eslora alcanzaba 135,7 m, su manga 18,9 m y su calado 5,2 m. Era propulsado por seis motores diésel Fairbanks-Morse 38D —de 13 700 shp de potencia— y dos hélices de paso variable.

## Servicio

### Estados Unidos
Tras su viaje de pruebas, en 1958, el USS Grant County participó de entrenamientos anfibios a lo largo de la costa atlántica de los Estados Unidos y en el Caribe. Entre 1958 y 1962, el LST-1174 realizó ejercicios y experimentos de operaciones anfibias en el Atlántico, el Caribe y, en dos ocasiones —1958 y 1961—, en el Mediterráneo con la Sexta Flota. Luego, partió a Florida por la crisis de los misiles en Cuba. Finalizada esta, el buque reanudó sus entrenamientos.
El 15 de enero de 1973 Estados Unidos transfirió —en arriendo— el Grant County a Brasil.

### Brasil
La Marina de Brasil bautizó al buque con el nombre de NDCC Duque de Caxias (G-26).
Finalmente, Brasil compró el buque bajo el Programa de Asistencia Militar el 1 de febrero de 1980.
Causó baja el 8 de febrero de 2000.